# Anky van Grunsven
Theodora Elisabeth Gerarda ("Anky") van Grunsven (Erp, 2 de janeiro de 1968) é uma adestradora holandesa, tricampeã olimpíca. 

## Carreira
Nascida em Erp, começou a treinar a partir dos 12 anos de idade.
Anky van Grunsven representou seu país nos Jogos Olímpicos de 1988, 1992, 1996, 2000, 2004, 2008 e 2012, na qual conquistou medalhas desde 1992. No adestramento individual, ela é tricampeã olimpíca.

## Ligações Externas
Sitio Oficial (em inglês)